# Judy Collins Sings Lennon and McCartney
| Оценки критиков | Оценки критиков |
| Источник        | Оценка          |
| --------------- | --------------- |
| AllMusic        | без оценки      |

Judy Collins Sings Lennon and McCartney — двадцать девятый студийный альбом американской певицы Джуди Коллинз, выпущенный 26 июня 2007 года на её собственном лейбле Wildflower Records.

## Об альбоме
Как понятно из названия, на альбоме представлены интерпретации Коллинз песен авторства Джона Леннона и Пола Маккартни. Их песни певица исполняет ещё с 1960-х годов, однако на альбоме присутствуют только «новые».

## Список композиций
| №                   | Название              | Длительность |
| ------------------- | --------------------- | ------------ |
| 1.                  | «And I Love Her»      | 2:58         |
| 2.                  | «Blackbird»           | 2:28         |
| 3.                  | «Golden Slumbers»     | 3:40         |
| 4.                  | «Penny Lane»          | 2:55         |
| 5.                  | «Norwegian Wood»      | 2:52         |
| 6.                  | «When I’m Sixty-Four» | 2:41         |
| 7.                  | «Good Day Sunshine»   | 2:28         |
| 8.                  | «Hey Jude»            | 4:28         |
| 9.                  | «We Can Work It Out»  | 2:23         |
| 10.                 | «Yesterday»           | 2:26         |
| 11.                 | «I’ll Follow the Sun» | 2:11         |
| 12.                 | «Long & Winding Road» | 3:19         |
| Общая длительность: | Общая длительность:   | 31:30        |